# 克魯克德克里克鎮區 (伊利諾伊州坎伯蘭縣)
克魯克德克里克鎮區（英語：Crooked Creek Township）是位於美國伊利諾伊州坎伯蘭縣的一個行政鎮區。

## 地方資料
根據2010年美國人口普查的數據，克魯克德克里克鎮區的面積為88.50平方千米，當中陸地面積為88.50平方千米，而水域面積為0.00平方千米。當地共有人口416人，而人口密度為每平方千米4.7人。